# Itapua tembei
Itapua tembei là một loài nhện trong họ Mysmenidae. Chúng được L. Baert miêu tả năm 1984.